# Caroline Rhea
Caroline Gilchrist Rhea (ur. 13 kwietnia 1964 w Montrealu) – kanadyjska aktorka filmowa i telewizyjna.

## Filmografia
- Sordid Lives: The Series (2008) jako Noleta
- Love N’ Dancing (2008) jako Bonnie
- Fast Girl (2007) jako Maddie
- Grubasem być (To Be Fat Like Me) (2007) jako Madelyn
- Fineasz i Ferb (Phineas and Ferb) (2007) jako Linda Fletcher-Flynn/Betty Jo Flynn/Lorraine (głos)
- Idealny facet (Perfect Man, The) (2005) jako Gloria
- Nie ma to jak hotel (Suite Life of Zack and Cody, The) (2005) jako Ilsa Schiklegoobermeyger (gościnnie)
- Święta Last Minute (Christmas with the Kranks) (2004) jako Candi
- Na krawędzi (On the Edge) (2001) jako
- Happy Birthday (2001) jako Monica
- Synowie Świętego Mikołaja (Santa Claus Brothers) (2001) jako pani Mikołajowa (głos)
- Randka z wampirem (Mom’s Got a Date with a Vampire) (2000) jako Lynette Hansen
- Kibice do dzieła! (Ready to Rumble) (2000) jako Eugenia King
- Człowiek z księżyca (Man on the Moon) (1999) jako aktorka podczas piątkowego show
- Pomoc domowa (The Nanny) (1998) jako ona sama
- Aniołek z piekła rodem (Teen Angel)  (1997–1998) jako Hilda Spellman (gościnnie)
- Sabrina, nastoletnia czarownica (Sabrina, the Teenage Witch) (1996–2003) jako Hilda Spellman
- ABC TGIF (1990–2001) jako Hilda